# Cima di Lobbia
La Cima di Lobbia (1672 m) è una cima ubicata nella parte meridionale del gruppo della Catena delle Tre Croci, tra l'Alta Valle del Chiampo e la Val Fraselle. Si trova tra le Province di Verona e Vicenza.
Essa è raggiungibile da Giazza, da Campofontana oppure dal Rifugio Bertagnoli.

## Clima
Cima di Lobbia è caratterizzata da inverni rigidi, con minime medie intorno ai -10°C e massime medie intorno ai -3°C, ed estati fresche, con minime medie intorno ai 7°C e massime medie intorno ai 18°C. La neve copre il suolo di vetta per circa 4-5 mesi ed è abbondante.

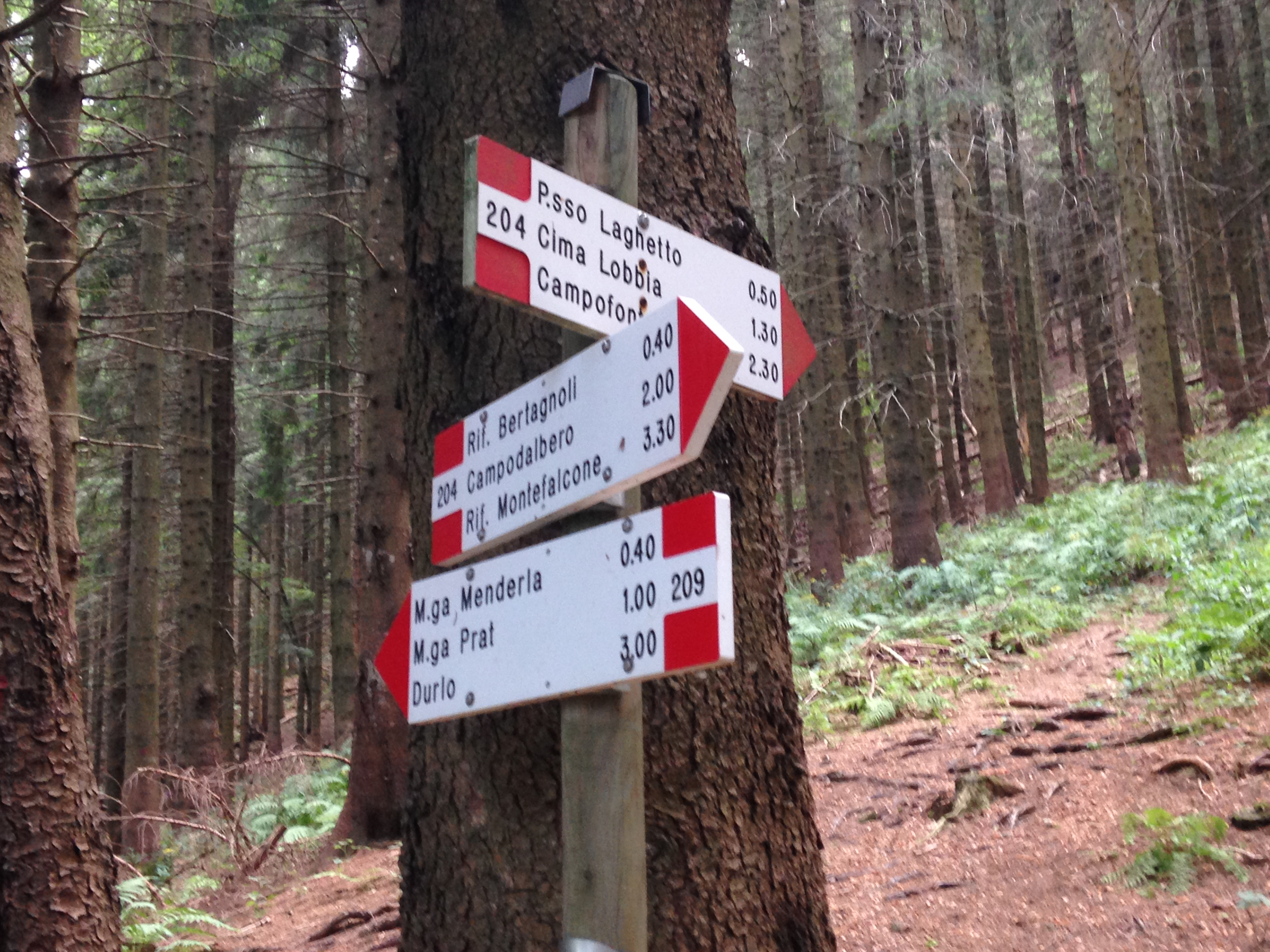
Cartello segnavia con indicazioni per Cima Lobbia